# Никольский, Михаил Михайлович
Михаил Михайлович Никольский (18 (31) октября 1907 год, Одесса — 1971. Ставрополь) — русский советский театральный актёр, режиссёр и драматург, народный артист РСФСР.

## Биография
Михаил Михайлович Никольский родился 18 (31) октября 1907 года в Одессе в семье морского врача и педагога. С 1919 года жил в Ставрополе. Сначала поступил в художественную студию, но в 1925 году неожиданно перешёл в театральную студию, которой руководил Ф. А. Строганов. В театре начал выступать в 1926 году. Работал в театрах Ростова, Таганрога, Оренбурга, Новосибирска, Севастополя, Омска, Ашхабада, Николаева. За 12 лет сыграл около полусотни главных ролей на сценах российских драмтеатров.
С 1938 года актёр Ставропольского драматического театра. В годы Великой Отечественной войны театр переехал в Минусинск, где Никольский работал также художником. Осенью 1944 года труппа вернулась в Ставрополь и актёр выступал на фронте в составе бригады артистов театра, где были в составе 1-го Прибалтийского фронта. Ставил спектакли, писал пьесы, инсценировки. Его пьеса «Ветер с Запада» имела большой успех во многих театрах страны.
В течение 10 лет Никольский был председателем краевого отделения ВТО, заместителем председателя краевого Комитета защиты мира.
Умер в 1971 году на 65-м году жизни.

## Награды и премии
- Медаль «За оборону Кавказа».
- Медаль «За победу над Германией в Великой Отечественной войне 1941—1945 гг.»
- Заслуженный артист РСФСР (13.12.1945)[1].
- Народный артист РСФСР (1953).

## Работы в театре
- «Много шума из ничего» В. Шекспира — Бенедикт
- «Трактирщица» К. Гольдони — кавалер Рипафратта
- «Доходное место» А. Островского — Жадов
- «Живой труп» Л. Толстого — Протасов

### Ставропольский театр драмы
- «Варвары» М. Горького — Дунькин муж
- «Анна Каренина» по Л. Толстому — Вронский
- «Дядя Ваня» А. Чехова — Астров
- «Дворянское гнездо» по роману И. Тургенева — Лаврецкий
- «Укрощение строптивой» У. Шекспира — Петруччио
- «Коварство и любовь» Ф. Шиллера — Фердинанд
- «Мещане» М. Горького — Нил
- «Горе от ума» А. Грибоедова — Чацкий
- «Овод» Л. Войнич — Артур
- «Последняя жертва» Александра Островского
- «Он пришёл» Джона Пристли
- «Украденное счастье» Ивана Франко
- «Русский вопрос» Константина Симонова
- «Пигмалион» Бернарда Шоу — Хиггинс
- «Мачеха» Оноре де Бальзака
- «Кавалер Золотой звезды» Семена Бабаевского
- «Разлом» Б. Лавренёва — Годун
- «Бесприданница» А. Островского — Паратов
- «Парень из нашего города» — Луконин
- «Русские люди» — Сафонов
- «Так и будет» — Савельев
- «Сын Рыбакова» Гусева и Винникова — Рыбаков
- «Третья патетическая» Погодина — Гвоздилин
- «Старик» М. Горького — Мастаков
- «Зыковы» М. Горького — Антипа Зыков

## Пьесы
- «Ветер с Запада»